# CWA Intercontinental Heavyweight Championship
Il CWA Intercontinental Heavyweight Championship era il titolo singolare secondario della promozione tedesca di wrestling, la Catch Wrestling Association. Il titolo è stato attivo dal 1991, e restò tale fino al 2000, quando la federazione chiuse i battenti.
| Wrestler | Regno | Data              | Luogo              | Note                                                    |
| --- | ----- | ----------------- | ------------------ | ------------------------------------------------------- |
| Bull Power | 1     | 21 Dicembre, 1991 | Brema, Germania    | Sconfigge Tatsumi Fujinami diventando primo campione    |
| Il titolo divenne vacante nel 1992 quando Bull Power lasciò la promozione per andare in WCW.                               |       |                   |                    |                                                         |
| Tatsumi Fujinami | 1     | 11 Luglio, 1992   | Graz, Austria      | Sconfigge Bob Orton, Jr. vincendo il titolo vacante     |
| Il titolo divenne vacante quando nel 1992 Fujinami lasciò la promozione per tornare nella New Japan Pro-Wrestling.         |       |                   |                    |                                                         |
| Heavy Metal Buffalo | 1     | 19 Dicembre, 1992 | Bremen, Germany    | Sconfigge The Warlord vincendo il titolo vacante        |
| Il titolo divenne vacante nel 1993, quando Buffalo lasciò la promozione per andare nella WCW.                              |       |                   |                    |                                                         |
| Fit Finlay | 1     | 3 Luglio, 1993    | Graz, Austria      | Sconfigge The Warlord vincendo il titolo vacante        |
| Il titolo divenne vacante nel mese dell'ottobre 1998, quando Finlay lasciò la promozione, a causa del calendario della WCW |       |                   |                    |                                                         |
| Robbie Brookside | 1     | 10 Ottobre, 1998  | Hannover, Germania | Sconfigge Cannonball Grizzly vincendo il titolo vacante |
| Tony St. Clair | 1     | 19 Dicembre, 1998 | Bremen, Germany    |                                                         |
| Il titolo venne ritirato quando la promozione chiuse i battenti.                                                           |       |                   |                    |                                                         |